# La historia popular indígena de Estados Unidos
La historia popular indígena de Estados Unidos o La historia indígena de Estados Unidos es un libro de historia escrito por la historiadora Roxanne Dunbar-Ortiz y publicado por Beacon Press en 2014. Es el tercero de una serie de cinco libros de revisión histórica que reconstruyen y reinterpretan la historia de Estados Unidos desde la perspectiva de diferentes colectivos marginados. El 23 de julio de 2019, la misma prensa publicó Una historia indígena de los Estados Unidos para los jóvenes, una adaptación de Jean Mendoza y Debbie Reese del volumen original de Dunbar-Ortiz.
En este libro, la historiadora desafía hábilmente el mito fundador de los Estados Unidos y muestra cómo la política contra los pueblos indígenas era colonialista y estaba diseñada para apoderarse de los territorios de los habitantes originales, desplazándolos o eliminándolos. El programa genocida que el régimen de los colonos de los Estados Unidos desarrolló durante siglos ha sido omitido en gran medida de la historia. La autora revela cómo los nativos americanos, durante siglos, resistieron activamente la expansión del imperio estadounidense.

## Sinopsis
La historia indígena de Estados Unidos describe y analiza un período de cuatrocientos años de resistencia indígena a la colonización de las Américas. El libro destaca los conflictos, las guerras y las estrategias indígenas y los lugares de resistencia resultantes.
El contenido del libro en muchos capítulos cronológicos desafía lo que Dunbar-Ortiz articula como la mitología fundadora del país floreciente, reforzado en el siglo XIX por el concepto de la Doctrina del destino manifiesto y la Doctrina del descubrimiento. En el libro, Dunbar-Ortiz busca mostrar "cómo la política contra los pueblos indígenas fue colonialista y diseñada para apoderarse de los territorios de los habitantes originarios, desplazándolos o eliminándolos". Detalla cómo el mito surgió de los imperativos del colonialismo de colonos y lo describe gráficamente como la toma de los territorios de los habitantes originales y su posterior desplazamiento y eliminación a través de prácticas genocidas. Una manifestación del mito y expresión del genocidio se identifica como el movimiento para matar al indio, salvar al hombre. También se describe el predominio de prácticas y valores antiindígenas celebrados en la cultura popular en los siglos XIX y XX a través de escritores como James Fenimore Cooper, especialmente en su novela y las posteriores interpretaciones cinematográficas de El último mohicano; Henry David Thoreau; Walt Whitman; y en el enormemente popular El nacimiento de una nación de W. H. Griffith. Más allá de la cultura popular, La historia indígena de los Estados Unidos detalla cómo tales políticas, prácticas y valores se manifestaron a través de las filas del ejército de los Estados Unidos en los más altos cargos del gobierno.
La autora describe los pueblos prehispánicos y su historia antes de la llegada de europeos a colonizar el territorio norteamericano. Existían diversas naciones con culturas, economías, idiomas, sociedades y religiones singulares.  Estas naciones comerciaban entre sí en vastos sistemas de comunicación. Algunas naciones indígenas eran sedentarias con prácticas de agricultura, con millones de pobladores en el continente norteamericano. El territorio no era virgen e intacto con unos cuantos cazadores y recolectores, sujetas a la perspectiva europea que percibió a los indígenas como pequeñas tribus incivilizadas que no poseían ni aprovechaban el territorio a su debido potencial.
La autora describe el contexto histórico en Europa previo a la colonización, y su pasado de conquista durante las Cruzadas religiosas, la Reconquista española y la colonización de Irlanda por parte de Inglaterra. Dunbar-Ortiz postula que una guerra continua de exterminación fue efectuada para eliminar a aquellos que se resistieron a la desposesión territorial.  El resto fue desplazado continuamente hacia la nueva frontera mientras el nuevo estado de los Estados Unidos se expandía hacia el océano Pacífico y el sur. En repetidas ocasiones los tratados territoriales eran ignorados por las nuevas administraciones conforme crecía la colonia europea.  
La autora prosigue describiendo como esta historia de colonización no ha eliminado del todo la presencia Indígena en Estados Unidos, a pesar del silencio histórico y la narrativa del mito de la fundación de una nación basada una historia sesgada de Excepcionalismo estadounidense de la libertad y equidad entre todas las personas.  La autora concluye que esta visión de expansionismo de los valores americanos ha impactado la política externa del país.

## Recepción
La Campaña de Derechos Humanos recomendó leer y discutir el libro como una forma de lidiar responsablemente con el Día de Acción de Gracias. Summit Daily y CounterPunch lo revisaron, y este último destacó un tema del libro: cómo las figuras históricas tenían valores que eran consistentes con el genocidio pero no lo asociaban de inmediato. Salon publicó un extracto al respecto el Día de la Raza .
Entre las diversas revisiones, se han destacado los problemas y tensiones de principios del siglo XXI en los EE. UU. La prensa indígena y otra prensa que regularmente incluye noticias indígenas también han publicado reseñas, como Tribal College Journal, y Sante Fe New Mexican .
El reconocimiento del valor del libro también ha llegado en forma de elogios y premios como el de Robin DG Kelley, autor de Freedom Dreams, sugiere que este es el libro más importante sobre el tema de la historia de Estados Unidos. En 2015, recibió el premio American Book Award y el premio PEN Oakland-Josephine Miles a la excelencia en literatura.

## Publicaciones
En inglés
- 2014 - An Indigenous People's History of the United States. New York: Beacon ISBN 9780807057834, OCLC 898228330.

En español
- 2019 -La historia indígena de Estados Unidos. Editorial Capitán Swing, ISBN 9788494966705.[14]